# Asociación de Economistas de América Latina y del Caribe
La Asociación de Economistas de América Latina y del Caribe (AEALC) es una organización no gubernamental para la colaboración entre economistas de Latinoamérica, con el objetivo de investigar los problemas económicos de la región, buscar sus posibles soluciones y divulgar el resultado de sus investigaciones. Fue fundada en México en 1980 durante el VI Congreso Mundial de
Economistas.
Celebra congresos para elegir sus autoridades y aprobar sus planes de trabajo; éstos se han realizado en: Caracas (1981), México D. F. (1984), La Habana (1987), Ecuador (1991), Costa Rica (1995), La Habana (1997), Río de Janeiro (1999), La Habana (2002), México D. F. (2005), Colombia (2008). En el VIII Congreso intervinieron personalidades como Ricardo Alarcón, Claudio Loser y Fidel Castro (este último sería nombrado Miembro de Honor de AEALC en 2008).
Hay colegios y/o asociaciones afiliados a la AEALC en: Argentina, Bolivia, Brasil, Chile, Colombia, Costa Rica, Cuba, Ecuador, El Salvador, Guatemala, Haití, Honduras, Jamaica, México, Nicaragua, Panamá, Paraguay, Perú, Puerto Rico, República Dominicana, Uruguay y Venezuela.